# Sulcacis curtulus
Sulcacis curtulus är en skalbaggsart som först beskrevs av Thomas Casey 1898.  Sulcacis curtulus ingår i släktet Sulcacis och familjen trädsvampborrare. Inga underarter finns listade i Catalogue of Life.